# Doobidoo
Doobidoo är ett musikinriktat underhållningsprogram i Sveriges Television, som hade premiär 26 augusti 2005 och med Lasse Kronér som programledare och kändisar som deltagare.
Programmet ersatte Diggiloo, som startade 1998 med Lasse Holm som programledare, och bygger på ungefär samma koncept med den skillnaden att Melodifestivalen och närliggande teman i Doobidoo inte har någon dominerande ställning gentemot annan populärmusik.
Polsk och australisk TV har köpt rättigheterna till programmet, som sänds som Dubidu med Piotr Gasowski som programledare i Polen och You May Be Right med Todd McKenney i Australien.
2018 lades programmet på is på grund av att Lasse Kronér blev polisanmäld för anklagelser om sexuella övergrepp under hösten 2017. Han friades sedan från anklagelserna, varpå programmet återupptogs 2019 och har sänts sedan dess.

## Upplägg
I varje avsnitt tävlar två lag, som består av två personer. Båda lagen har, precis som i många andra tävlings-/underhållningsprogram i TV och radio, varsin knapp att trycka på. Programmet innehåller bland annat utdrag ur Sveriges Televisions arkiv, ofta med de medverkande, samt signaturmelodier till filmer och TV-serier. Dessutom ger kändisar ledtrådar som skall leda fram till titeln på en berömd låt, där det börjar på fem poäng och sedan går ner till en poäng. I en annan del av programmet visar Lasse Kronér textrader ur låtars verser, och de tävlande skall då gissa refrängen. Varje lag sjunger dessutom varsin sång, och en orkester spelar till.

## Programinslag

### Nuvarande tävlingsmoment
Denna lista innehåller dem moment som numera används sedan starten 2005.
- Synonymer (2021-) introducerades i den 16:e säsongen och är en annan variant av Första minuten. Lagmedlemmarna står med ett bord mittemot varandra. Den ena medlemmen ska få den andra att gissa rätt låttitel genom att beskriva den med helt andra ord. Klarar man det, delas en poäng ut och blir sedan vice versa. Efter en minut är det nästa lags tur att genomföra samma lek.
- Skivbacken (2011–2020, 2022-) var den gren som ersatte den tidigare grenen Signaturen. I denna gren spelade bandet istället upp One hit wonders och lagen skall sedan gissa artisten.
- Arkivet (2005–), arkivet är den del i programmet där programledaren visar olika klipp ur Sveriges Televisions arkiv varefter han sedan ställer frågor med anknytning till det visade klippet. Det lag som kan svaret på frågan ska trycka på sin knapp för att signalera att de vill svara, svarar de rätt så delas en poäng ut, svarar de fel går frågan över till motståndarlaget som då får möjlighet att svara.
- Doobidoo hyllar (2017–) introducerades i den 13 säsongen som sändes 2017. Som man hör på namnet hyllar man en gammal legendarisk artist som har haft stora framgångar i sin karriär. Det berättas fakta och historia om artisten som följs av tre frågor man ska svara på. Svaren skriver varje lag på sin tavla. Lagen får sedan en poäng för varje rätt svar.
- Tombolan (2022) introducerades i den 17:e säsongen. Med hjälp av en tombola lottar programledaren ut ett gammalt tävlingsmoment som har använts genom åren sedan programmet startade. Se Tidigare tävlingsmoment.
- Textremsorna (2005–), programledaren visar upp en pappersremsa med en textrad ur en låt, lagen ska gissa vilken låt de handlar om och sjunga låtens refräng. En poäng delas ut till de lag som gissar rätt. Denna lek är med två gånger i varje program och går till på samma sätt båda gångerna.
- Sista minuten (2005–) går till på nästan samma vis som första minuten. Skillnaden här är att det inte visas några låttitlar, istället visas namn och bild på en känd artist. Den ena lagmedlemmen ska sjunga låtar av den artist som visas på skärmen, den andra ska gissa vem det är som avses. Om deltagaren inte kommer på någon låt med artisten i fråga eller om de inte kan gissa vem det är, då kan de välja att säga pass varpå en ny artist dyker upp. Efter varje rätt gissad artist delas en poäng ut, och lagmedlemmarna skiftar plats. Efter en minut är det nästa lags tur att genomföra samma lek.

### Tidigare tävlingsmoment
Denna lista innehåller dem moment som har funnits i programmet tidigare och numera är borta ur programmet.
- Första minuten (2005–2016) är det allra första tävlingsmomentet i programmet, de båda lagen tävlar här i varsina omgångar. De båda lagmedlemmarna står uppställda mittemot varandra på golvet, bakom den ena lagmedlemmen finns en skärm där en låttitel visas. Bara en av personerna kan se skärmen och denne ska sedan försöka få den andra att gissa vilken låttitel som visas på skärmen, utan att använda ord. När lagmedlemmen har gissat rätt så byter de plats, en ny låttitel visas och det blir den andras tur att gissa. När en minut har passerat så är det nästa lags tur att kliva upp på golvet och genomföra samma lek. Programledaren delar ut en poäng för varje rätt gissad låt. Inför den 13:e säsongen skrotades den grenen och ersattes av Plattan.
- Signaturen (2005–2010, 2021) är en gren där orkestern spelade en signaturmelodi från något TV-program eller från en TV-serie. De lag som först kom på från vilket TV-program eller vilken TV-serie melodin kom ifrån skulle, efter att ha tryckt på knappen, säga programmets namn. En poäng delades ut till de lag som gissade rätt. Grenen försvann ur programmet år 2011 och ersattes av en snarlik gren, men återkom tillfälligt år 2021.
- Plattan (2017) användes i den 13 säsongen som sändes 2017 och ersatte grenen Första minuten. Grenen gick ut på att de båda lagen står uppställda runt ett bord som har formen av en LP-skiva. På bordet ligger diverse prylar. Bandet spelar en melodislinga bestående av musiken från flera olika låtar. Lagen ska sedan plocka åt sig de föremål som det associerar med de melodier de hör. I slutet får lagen poäng.
- Anagramleken (2019–2020) var en gren som användes i den 14:e och 15:e säsongen och var en annan variant av Första minuten. På skärmen visas bokstäver som flyttats huller om buller och bildat 1-3 ord. Där döljer sig en person eller grupp inom en viss kategori. Laget ska lista ut vad som söks efter. Blir det för svårt för laget, avslöjar programledaren svarets första bokstav. Är det fortfarande för svårt passar laget det och svaret avslöjas i efterhand. Laget får en poäng för varje rätt svar. Efter en minut är det nästa lags tur att genomföra samma lek.
- Minnesluckan (2011–2013), Memoryspel. De tävlande vänder upp brickor med nummer mellan 1 och 11. Bakom varje nummer döljer sig en bild. För att kunna välja en ny siffra måste laget sjunga en sång om något som har med bilden att göra. Klarar de detta får de vända upp en siffra till i hopp om att få två lika. Hittar laget ett par får de fortsätta. Annars går turen över till det andra laget.
- Genretriangeln (2021)
- Vad snackar dom om? (2005–2009, 2016), kända personer, inom en viss genre (som skiljer sig åt från år till år), framförde ledtrådar som skulle leda till titeln, eller refrängen, till en berömd låt, där det började på fem poäng och sedan gick ner till en poäng. Deltagarna skulle trycka på sin knapp och skriva ner rätt svar. Var svaret rätt så fick lagen antalet poäng som ledtråden var på. Grenen är numera borta ur programmet.

Det båda lagen framför även varsin låt i programmet. Innan det lag som skall sjunga kliver upp på scenen får motståndarlaget en fråga av programledaren, svaret på frågan skall avlämnas efter framträdandet. En stund senare i programmet är rollerna ombytta, då är det nästa lags tur att sjunga, de som redan har sjungit får då en fråga att svara på.
I varje program brukar det även visas ett klipp på varje deltagare, från deras allra första TV-framträdande.

### Vad snackar dom om?
Låten som man hörde mellan poängnivåerna i grenen Vad snackar dom om? var hämtad från låten Language of love med John D. Loudermilk.
Följande kända personer som har varit genom åren var:
- Säsong 1: Partiledare
- Säsong 2: Svenska Akademien
- Säsong 3: Författare
- Säsong 4: Antikrundan
- Säsong 5: Glaskonstnärer
- Säsong 12: Finalister i Mästarnas Mästare

## Medverkande
Se Lista över medverkande i Doobidoo.

### Medverkat flest gånger
Jessica Andersson är den person som medverkat flest gånger i programmets historia, i totalt 16 säsonger (2021 var noteringen 14 av totalt 15 säsonger).